# Divisione di Sagar
La divisione di Sagar è una divisione dello stato federato indiano del Madhya Pradesh, di 6 635 720 abitanti. Il suo capoluogo è Sagar.
La divisione di Sagar comprende i distretti di Chhatarpur, Damoh, Panna, Sagar e Tikamgarh.